# Bryllup
 For alternative betydninger, se Bryllup (flertydig). (Se også artikler, som begynder med Bryllup)
Et bryllup er ceremonien ved indgåelse af ægteskab. Hovedpersonerne er bruden(e) og brudgommen(e), og selve indgåelsen af ægteskabet kaldes en vielse. Alt efter trosretning er ceremonierne forskellige, og et bryllup uden religiøst indhold er en borgerlig vielse på et rådhus af en borgmester eller embedsmand, eller til søs af en skibskaptajn.
Ordet bryllup bruges også mere indskrænket som synonym for vielse.

## Oprindelig betydning
Brudeløb; fra oldnordisk Brud og hleypa = slippe til, få fat på (en) brud, eller om optoget. 
Første skridt til bryllup i vikingetid og middelalder var fæstningen (kontrakten med fæstningsmanden, hvorved fastsattes mundr såvel som andre vilkår). Det første og væsentligste vilkår var betalingen eller medgiften.

## Begivenheden
Nogle uger før brylluppet kan vennerne til bruden og gommen arrangere en polterabend for hver af dem.
Efter den ceremonielle vielse afholdes traditionelt en festlighed for familie og venner: en reception for dem, der overværede vielsen, samt en middag for en mere udvalgt skare.
Der er mange traditioner til bryllupsfesten. Der er en helt fastlagt rækkefølge for taler, hvor højdepunktet er gommens tale til bruden. Andre talere er værten (tidligere brudens far), forloveren (typisk gommens bror eller bedste ven), brudgommens far og evt. bruden. Derefter kan andre få lov. Rækkefølgen af indslagene styres af en toastmaster. 
Der serveres som regel en bryllupskage. Brudeparret skal skære kagen for sammen og give hinanden et stykke, og alle gæsterne skal smage kagen. 
Under festlighederne er der tradition for, at brudeparret inden klokken slår 24 danser en brudevals, hvor gæsterne slår ring om dem og langsomt giver mindre plads til brudeparrets dans. Efter dansen får brudgommen ofte spidsen af sine sokker klippet af de mandlige gæster.
Af de mere uformelle traditioner ved et dansk bryllup kan nævnes: 
- at gæsterne slår med bestikket på tallerknerne som signal til, at brudeparret skal stille sig op og kysse (i en variant tramper gæsterne i gulvet, hvilket betyder at brudeparret skal kravle under bordet og kysse)
- at de kvindelige gæster (navnlig de unge, ugifte) går forbi brudgommen og kysser ham på kinden, så snart bruden er væk fra lokalet – og tilsvarende omvendt
- at brudeparret kører væk fra festen sammen i en bil, hvor der er hængt tomme konservesdåser i en snor efter
- at der drives gæk med brudeparret ved at få adgang til deres hjem og sørge for nogle overraskelser af mere eller mindre ondskabsfuld art.

Der er tradition for at fejre bryllupsdage – allerede efter det første år kan de nygifte fejre papirbryllup, efter 12½ år gælder det kobberbryllup, og så fortsættes med sølvbryllup efter 25 år, guldbryllup efter 50 år – hvorefter det begynder at blive mere sjældent med atombryllup efter hele 75 år sammen.

## Billedgalleri
- Sundanesisk bryllup i Indonesien.
- Nubisk bryllup, nær Aswan, Egypten.
- Bryllup blandt hakkaer i Østtimor, 2006.
- Japansk brud og brudgom, iført hvid og sort kimonos
- En ny brud som kaster sin brudebuket over skulderen.
- Filippinsk bryllup i Winnipeg, Manitoba, Canada.
- Hinduistisk bryllup i Ahmedabad, Indien